# The Haunting in Connecticut
The haunting in Connecticut (2009) —en español: «Extrañas apariciones», «Invocando espíritus» o «Exorcismo en Connecticut»— es una película de Terror psicológico producida por Gold Circle Films y dirigida por Peter Cornwell. Se afirma que esto le ha ocurrido a Karen Parker y su familia, aunque Ray Garton, autor de In a dark place: The story of a true haunting (En un lugar oscuro: la historia de una verdadera aparición) de 1992, públicamente se ha distanciado de la exactitud de los hechos representados en el libro. La trama de la película sigue a los Campbell cuando se mudan a una casa (un antiguo mortuorio) para mitigar las tensiones del viaje que padece su hijo con cáncer, Matthew. La familia pronto empieza a ser abrumada por acontecimientos violentos y traumáticos de fuerzas sobrenaturales que ocupan la casa.
Aunque fue una película de éxito moderado en taquilla (recaudó $77.527.732), recibió «críticas generalmente desfavorables» de acuerdo con Metacritic. Gold Circle Films ha anunciado la producción de dos películas más en la franquicia: The Haunting in Connecticut 2: Ghosts of Georgia y The Amityville Murders: A Haunting on Long Island. Sin embargo, señaló que ninguna de ellas sería una secuela directa de The haunting in Connecticut y en su lugar serían películas independientes con personajes únicos.

## Argumento
En 1987, Sarah Campbell (Virginia Madsen) está llevando a casa a su hijo Matthew (Kyle Gallner) desde el hospital donde ha estado sometido a tratamientos contra el cáncer. Los viajes son frecuentes y largos, y se tienen que detener a menudo, ya que Matt se enferma. Sarah y su esposo Peter (Martin Donovan), un alcohólico en recuperación, tratan de encontrar una casa alquilada cerca del hospital. En otra visita al hospital, Sarah encuentra a un hombre colocando un anuncio de alquiler en frente de una casa grande. El hombre ofrece a vender su casa, señalando que tiene un poco de historia, ya que anteriormente era una funeraria. En el viaje a casa, Matt entra en dolor extremo, entonces Sarah conduce de vuelta a la casa, donde permanecen durante la noche. Matt oye ruidos extraños y ve que su reflejo se distorsiona, pero da por sentado lo ocurrido como un sueño.
Al día siguiente, Peter llega con el hermano de Matt, Billy (Ty Wood) y las primas Wendy (Amanda Crew) y Mary (Sophi Knight), y escogen sus habitaciones. Matt elige el sótano, que también tiene una puerta misteriosa, donde más tarde descubrió que conduce a la vieja sala de la morgue. Después de mudarse a la casa, Matt sufre una serie de visiones de un hombre viejo y barbado y cadáveres con símbolos tallados en su piel. También ve criaturas extrañas y el resto de la familia tiene apagones.
En el hospital, Matt le confiesa a otro paciente, el Reverendo Nicholas Popescu (Elias Koteas), que ha estado viendo cosas. Nicholas le dice a Matt que lo llame si necesita hablar. Después de otra visión, Matt llama a Nicholas y le cuenta acerca de las visiones. Nicholas le aconseja que averigüe lo que quiere el espíritu. Más tarde, Matt descubre una figura quemada en su habitación. Le pide al espíritu que le diga  qué quiere de él y el fantasma comienza a acercársele. Cuando llega el resto de la familia a casa, encuentran todos los muebles apilados en medio de la sala y a Matt sin camisa con los dedos llenos de sangre por haber estado arañando la pared.
La familia comienza a preocuparse bajo el estrés de la enfermedad y el comportamiento extraño de Matt. Mientras tanto, los niños encuentran una caja de metal con fotografías, que muestran a Jonah, un joven de las visiones de Matt, en una sesión espiritista, emitiendo ectoplasma. Wendy sugiere que la casa puede ser embrujada y ella y Matt indagan acerca de su historia. Descubren que la funeraria fue manejada por un hombre llamado Aickman, el siniestro hombre barbudo de las visiones de Matt. Aickman también realizaba investigaciones síquicas y reunía espiritistas con Jonah como médium. En una sesión espiritista, todos los asistentes, incluyendo a Aickman, fueron encontrados muertos y Jonah desaparecido. Más adelante en la década de 1950, el estado comenzó a construir una nueva carretera que pasaría por la parte del cementerio cerca de la casa, y cuando los ataúdes fueron exhumados, se descubrió que muchos de los cuerpos habían desaparecido y nunca fueron enterrados.
Matt y Wendy se ponen en contacto con Nicholas para pedirle ayuda. Nicholas encuentra un cuadro pequeño con párpados que Aickman cortó de los cadáveres y teoriza que Aickman practicaba la nigromancia en un intento por controlar a los muertos y enlazarlos a la casa. Se da cuenta de que Aickman hizo esto en un intento de ampliar la capacidad de médium de Jonah. Les pide a Matt y Wendy tomar sus manos y orar con él por las almas de los cuerpos desaparecidos y Jonah. Cuando Matt toma sus manos, tiene una visión de la última sesión espiritista. Observa cómo Jonah comienza a emitir dolorosamente el ectoplasma de su boca. Termina agotado por la visión cuando llega Sarah a casa.
Esa noche, Wendy y Sarah sufren visiones de espíritus. Peter llega ebrio y comienza a gritarle a todo el mundo que enciendan las luces, provocando un barullo aterrador. Sarah lo enfrenta poco después y le advierte de que no regrese si vuelve a emborracharse. Cuando la familia se va a dormir, todos los electrodomésticos de la casa se descontrolan, atemorizándolos. En medio del desespero, Sarah contacta a Nicholas. Nicholas encuentra restos de humano en la casa y se deshace de ellos, tras lo cual se detiene la actividad. Matt despierta más tarde encontrando los símbolos de Aikman tallados en su piel. Es llevado al hospital, donde se encuentra con Jonah. Mientras tanto, Nicholas casi choca su auto cuando Jonah aparece en el asiento trasero. Él y Matt empiezan a tener visiones simultáneas, tras lo cual desaparece el espíritu de Jonah.
Peter y Sarah se reúnen en el hospital y se enteran de que los tratamientos de cáncer de Matt no han tenido ningún efecto. Luego descubren que Matt ha escapado del hospital. De vuelta en casa, Wendy descubre que toda la comida en la casa se ha podrido de repente. Toma una ducha, mientras Nicholas deja un mensaje a la familia donde les dice que salgan de la casa inmediatamente, pues era el espíritu de Jonah quien realmente los estaba protegiendo de los espíritus. Wendy es casi asfixiada por la cortina de la ducha, pero escapa, solo para ver llegar a Matt con un hacha. Matt rompe las paredes de la sala con el hacha, revelando los cadáveres polvorientos que Aickman ocultó en las paredes. Obliga a Wendy y a los niños a salir de la casa, quedándose solo adentro y derribando las demás paredes, mientras que los cadáveres marcados comienzan a caer en la sala. Al manipular el hacha, la vista cambia de Matt a Jonah, quien parece estar ocupando el cuerpo de Matt. Matt prende fuego a los cuerpos y la sala y, luego, comienza a agacharse de dolor en medio de la habitación, mientras los espíritus lo rodean.
Sarah, Peter y Nicholas llegan con el departamento de bomberos; Sarah y Peter frenéticamente tratan de entrar para salvar a Matt. Sarah se mete en la casa y pone a Matt debajo de una mesa para evitar que le caiga algo. Los espíritus finalmente desaparecen, aparentemente liberados, mientras que un bombero entra y saca a Matt y Sarah. Afuera se observa cómo la tripulación de emergencia intenta resucitar a Matt. Mientras tanto, Matt tiene una visión de sí mismo parado en el cementerio donde ve a Jonah, y ya no aparece quemado. Parece que va a seguir a Jonah cuando escucha la voz de su madre. Regresa a su cuerpo y el espíritu de Jonah lo deja, apareciendo junto a Nicholas antes de desvanecerse completamente, para luego partir.
Al final de la película, dicen que el cáncer de Matt ha desaparecido y la casa fue reconstruida y revendida sin más reportes de fenómenos sobrenaturales.

## Reparto
- Virginia Madsen como Sara Campbell.
- Kyle Gallner como Matt Campbell.
- Elias Koteas como Reverendo Popescu.
- Amanda Crew como Wendy.
- Martin Donovan como Peter Campbell.
- Sophi Knight como Mary.
- Ty Wood como Billy Campbell.
- Erik J. Berg como Jonah.
- John Bluethner como Aickman.
- D.W. Brown como Dr. Brooks
- John B. Lowe como Sr. Sinclair

## La verdadera historia
El material promocional para la película afirmó estar basado en la historia verdadera de actividades paranormales experimentadas por la familia de Karen Parker en la década de 1980. Los Parker se mudaron a una casa en Southington, Connecticut para vivir más cerca de UConn, donde el hijo de Karen estaba recibiendo tratamiento para el cáncer. La familia más tarde afirmaría que fue azotada por alguna forma de presencia demoníaca. El equipo funerario fue descubierto en el sótano, y más tarde se descubrió que la casa había sido una funeraria. Karen Parker describió los demonios: «Uno de los demonios era muy delgado, con pómulos prominentes, cabello largo negro y ojos azabaches. Otro tenía cabello blanco y ojos, llevaba un esmoquin de corbata y sus pies estaban en constante movimiento».
La casa fue examinada por Ed y Lorraine Warren. Según un relato sobre el caso en 2009 por NBC, los agentes funerarios que trabajaban en la morgue estaban presuntamente involucrados en nigromancia y necrofilia con los cadáveres, y la sala donde se quedaron los dos niños más jóvenes fue anteriormente el salón de muestras de cofres; al final del pasillo era donde se preparaban los cuerpos para su visualización. Lorraine Warren más tarde declararía que «en el dormitorio principal había una trampilla donde los ataúdes eran subidos y, durante la noche, escuchabas un tecle de cadena, como si estuvieran subiendo un ataúd. Pero cuando Ed fue a comprobar que encontró a dos mujeres abajo bailando en círculos y cantando; cuando caminó hacia ellas, desaparecieron». En respuesta a la película, Lorraine diría más tarde que el caso real fue «mucho más escalofriante que nunca ninguna película podría serlo jamás», y que la película fue «libremente basada» en su investigación de la casa. Lorraine Warren ha dicho a la Associated Press que la casa fue absuelta de cualquier presencia después de un exorcismo realizado en 1988. La historia también fue cubierta en un episodio de la serie Historias de ultratumba, llamado «A haunting in Connecticut».